# Willy Anker
Willy Anker (auch: Willi Anker; * 17. Januar 1885 in Kleinbauchlitz; † 4. Juni 1960 in Meißen) war ein deutscher Politiker und Widerstandskämpfer gegen den Nationalsozialismus.

## Leben
Anker schloss 1902 eine Drechslerlehre ab. 1907 trat er in die SPD ein, wo er ehrenamtlich tätig wurde. Von 1923 bis 1933/45 war er Meißner SPD-Ortsvorsitzender und bis 1933 Abteilungsleiter der Meißner Volkszeitung. Öffentlich trat er für den Schutz der Weimarer Republik gegen ihre inneren Feinde von rechts und links auf.
Nach dem Machtantritt Hitlers wurde die Volkszeitung im März von der SA besetzt. Willy Anker wurde im Mai 1933 verhaftet. Bis Ende Juli war er im berüchtigten KZ Hohnstein inhaftiert, danach stand er unter Hausarrest und später unter Polizeiaufsicht. Seine Erwerbsmöglichkeiten waren eingeschränkt. Nach dem Attentat vom 20. Juli 1944 wurde er, im Zuge der Aktion Gewitter, erneut inhaftiert, kam aber nach Unterzeichnung einer Loyalitätserklärung nach 10 Tagen wieder frei.
Am 27. April 1945 bat der Meißner Superintendent Herbert Böhme den SS-Standortkommandanten Voß um Verzicht auf die Verteidigung der Stadt. Er wurde dafür vom NSDAP-Kreisleiter Helmut Böhme zum Tode bestimmt und, weil ein Standgericht in Meißen nicht mehr zustande kam, zur Aburteilung in das Dresdner Landgericht gebracht, aus dem er beim Einmarsch der Roten Armee am 7. Mai freikam.
Am 6. Mai 1945, als Meißen endgültig evakuiert und verteidigt werden sollte, verschaffte sich Anker als Sprecher der vor dem Rathaus auf die letzte Entscheidung wartenden Bürger in Begleitung des jungen Antifaschisten Fritz Walter Zugang zur Ratssitzung. Er forderte die Rücknahme des Evakuierungsbefehls und den Verzicht auf jeden Widerstand gegen den Einzug der Roten Armee. Ein Nationalsozialistischer Führungsoffizier (NSFO) vom Stellv. Generalkommando des 2. Armeekorps in Dresden, der die Räumung und Verteidigung durchsetzen wollte, kündigte ihm Erschießen an. Weil der Offizier den Einwohnern dann vom Rathausbalkon die Flucht befahl, wofür er Proteste hören musste, rief Anker nach ihm die Wartenden vom Rathausbalkon unter Beifall zur Verweigerung dieses Befehls auf. Dem dafür angedrohten Tod entging Anker nur, weil ein Wehrmachtskurier eintraf und den Offizier mit einer alarmierenden Nachricht zum sofortigen überstürzten Abgang veranlasste. Der Fluchtbefehl aber blieb bestehen. Doch die Bürger befolgten ihn nun nicht mehr. Und die Rote Armee konnte kampflos einziehen. Das bewahrte Meißen vor weiteren Opfern und Zerstörungen.
Am 9. Mai 1945 wurde Anker vom sowjetischen Stadtkommandanten zum 2., stellvertretenden Bürgermeister berufen, mit Oberbürgermeister Albert Mücke. Ende Mai war er am Beitritt von über sechzig Sozialdemokraten zur KPD beteiligt und wurde schließlich SED-Mitglied. Von 1948 bis 1950 war er bis zu seiner Verrentung Stadtrat für Handel und Versorgung.

## Ehrungen
Von 1945 bis 1991 trug die Meißner Elbstraße den Namen Willy-Anker-Straße. In der gleichen Zeit gab es am Rathaus eine Gedenktafel. Außerdem bekam die 6. Oberschule in Meißen den Zusatz „Willy-Anker-Oberschule“.
Im Juni 2011 wurde vor dem Rathaus eine Bodenplatte zum Andenken an Bürger eingelassen, die an diesem Ort im April/Mai 1945 ihre Stimme für die Bewahrung ihrer Stadt erhoben hätten, sodass Meißen dank ihres Mutes nahezu unzerstört geblieben sei. Namen wurden nicht genannt.